# Lloyd Loar

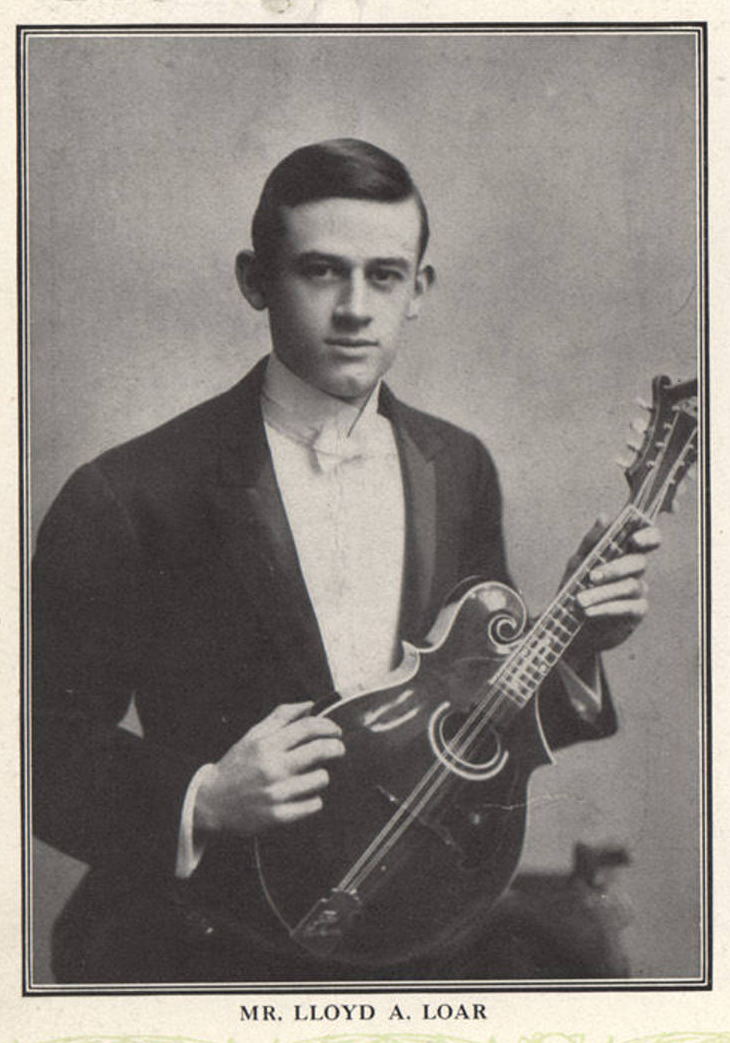
Lloyd Loar en 1911 con la mandolina Gibson F2.

Lloyd Allayre Loar (9 de enero de 1886 - 14 de septiembre de 1943) fue un ingeniero y lutier de la Gibson famoso por los distintos modelos de mandolina, guitarra, mandocello y mandola de cuyo diseño fue responsable.
Se le atribuye la construcción del primer EUB o contrabajo eléctrico de la historia, a mediados de los años 20. Tras dejar Gibson, en 1924, fundó su propia compañía, Vivitone Company.